# 南美髯海鯰
南美髯海鯰為輻鰭魚綱鯰形目海鯰科的其中一種，分布於南美洲Laguna dos Patos流域，體長可達57公分，棲息在淡水、半鹹水域，屬肉食性，生活習性不明。

## 擴展閱讀
維基物種上的相關：南美髯海鯰